# Вишнёвый (Астраханская область)
Вишнёвый — посёлок в Красноярском районе Астраханской области России. Входит в состав Ахтубинского сельсовета.

## География
Посёлок находится в юго-восточной части Астраханской области, на левом берегу реки Ахтубы, на расстоянии примерно 42 километров (по прямой) к северо-востоку от посёлка Красный Яр, административного центра района. Уличная сеть посёлка состоит из 4 улиц: ул. Вишневая,  ул. Новостройная,  ул. Светлая,  ул. Центральная.
Абсолютная высота — 23 метра ниже уровня моря.
Климат умеренный, резко континентальный. Характеризуется высокими температурами летом и низкими — зимой, малым количеством осадков, а также большими годовыми и летними суточными амплитудами температуры воздуха..

## Население
| 2002 | 2010 |
| ---- | ---- |
| 407  | ↗445 |

Национальный и гендерный состав
По данным Всероссийской переписи, в 2010 году численность населения посёлка составляла 445 человек (219 мужчин и 226 женщин).
| Национальность | Численность (2010) | Процент |
| -------------- | ------------------ | ------- |
| Казахи         | 326                | 74,6%   |
| Русские        | 62                 | 14,2%   |
| Ногайцы        | 13                 | 3%      |
| Татары         | 6                  | 1,4%    |
| Молдаване      | 4                  | 0,9%    |
| Белорусы       | 3                  | 0,7%    |
| Узбеки         | 3                  | 0,7%    |
| Всего          | 437                | 100%    |

## Инфраструктура
В посёлке находятся детский сад, сельский клуб, библиотека и 2 магазина.

## Транспорт
Ближайшая железнодорожная станция — ст. Аксарайская Астраханского отделения Приволжской железной дороги